# Mota (Vanuatu)
Mota, früher auch Sugarloaf Island, ist eine Vulkaninsel im Zentrum der Banks-Inseln im Norden des pazifischen Inselstaates Vanuatu. Administrativ gehört die Insel, wie alle Banks-Inseln, zur Provinz Torba.

## Geographie
Mota liegt 18 km südlich von Mota Lava und 12 km östlich von Vanua Lava, der größten Insel des Archipels. Die leicht ovale Insel hat eine Länge von 5 km und weist eine Fläche von 9,5 km² auf. Sie wird von einem erloschenen, basaltischen Vulkan gebildet, der im Mount Tawe eine Höhe von 411 m über dem Meer erreicht. Die Insel ist von einem Saumriff umgeben und ihre steile Küste macht ein Anlanden mit Booten schwierig. 

Mota hat 683 Einwohner; Hauptort ist Veverao an der Nordwestküste der Insel. Die Bevölkerung spricht Mota, eine melanesische Sprache aus der Gruppe der Ozeanischen Sprachen, die nur auf dieser Insel gesprochen wird.